# اروج‌لو (ایمیشلی)
اروج‌لو (به ترکی آذربایجانی: Oruclu) یک منطقه مسکونی در جمهوری آذربایجان است که در شهرستان ایمیشلی واقع شده است. اروج‌لو ۱۵۲۰ نفر جمعیت دارد.